# Autumn Leaves (film)
Autumn Leaves is een Amerikaanse dramafilm uit 1956 onder regie van Robert Aldrich. De film werd destijds uitgebracht in Nederland onder de titel Verlaat mij niet.

## Verhaal
Milly Wetherby is een eenzame vrouw van middelbare leeftijd die thuis werkt als typiste. Haar beste vriendin is de huisbazin Liz, een andere eenzame middelbare vrouw. Op een avond gaat Milly naar een concert en stopt daarna bij een restaurant om iets te eten. Daar ontmoet ze Burt Hanson, een veel jongere maar ook eenzame man. Omdat niemand Milly vergezelt, vraagt hij of bij haar mag komen zitten. Tijdens het etentje leren ze elkaar kennen en wanneer de avond voorbij is, vraagt hij Milly uit. De normaal terughoudende Milly gaat in op zijn uitnodiging.
Al snel vertelt Milly dat Burt een vrouw van zijn eigen leeftijd moet zoeken, maar hij blijft met haar omgaan. Uiteindelijk doet hij haar een huwelijksaanzoek. Ze vertrekken naar Mexico om er te trouwen. Tijdens hun huwelijksreis ontdekt Milly dat Burt tegen haar heeft gelogen over zichzelf.
Wanneer Burt bij haar intrekt, denkt Milly een volmaakt leven te leiden, totdat Burts ex-vrouw Virginia komt opdagen. Ze heeft Burt nodig om papieren te ondertekenen. Tijdens haar bezoek meldt ze dat Burts vader in de stad is voor zijn vakantie. Milly is verbaasd, omdat Burt nooit eerder heeft verteld dat hij al eens getrouwd is geweest. Hij vertelde haar bovendien dat zijn vader was overleden.
Milly besluit de vader van Burt te ontmoeten in een hotel. Op dat ogenblik weet ze niet dat Burts vader en Virginia nu een relatie hebben. Ondertussen verandert Burt in een dief die cadeaus steelt voor zijn vrouw en maar af en toe komt opdagen. Hij vertelt bovendien dat hij een winkeldirecteur is, maar Milly ontdekt al snel dat hij alleen maar een stropdasverkoper is.
Wanneer ze inziet dat Burt psychische problemen heeft, wil ze onmiddellijk weten wat er allemaal gebeurd is in zijn verleden. Hij vertelt haar een paar bijzaken, maar hij durft haar de hele waarheid nog niet te zeggen. Ze eist dat hij de cadeaus terugbrengt en contact zoekt met zijn vader. Hij geeft toe, zonder dit daadwerkelijk te willen. De volgende dag gaat Milly naar het hotel en ontdekt ze de gruwelijke waarheid.
Dagenlang blijft Burt eenzaam in zijn appartement, waarna Milly hem probeert op te beuren door hem te vragen met haar te gaan wandelen. Ze zijn amper buiten of Virginia en mijnheer Hanson bellen aan. Ze dwingen hem papieren te ondertekenen en dreigen hem anders naar een inrichting te sturen. Milly neemt het voor hem op, maar wordt door Burt geslagen en uitgescholden voor verrader, wanneer ze weer met zijn tweeën lopen. Ze twijfelt nog even, maar wanneer ze hem ziet huilen over Virginia en zijn vader, besluit ze hem naar een inrichting te sturen.
In het ziekenhuis krijgt Burt regelmatig shocktherapie en gaat erop vooruit. Milly maakt zich echter nog altijd zorgen, omdat hij geen contact met haar opneemt. Wanneer hij wordt vrijgelaten, besluit Milly hem op te halen. Hier valt hij in haar armen en ontdekt ze dat ze meer dan ooit van elkaar houden.

## Rolverdeling
| Acteur             | Personage          |
| ------------------ | ------------------ |
| Joan Crawford      | Millicent Wetherby |
| Cliff Robertson    | Burt Hanson        |
| Vera Miles         | Virginia Hanson    |
| Lorne Greene       | Mijnheer Hanson    |
| Ruth Donnelly      | Liz Eckhart        |
| Shepperd Strudwick | Dokter Couzzens    |
| Selmer Jackson     | Mijnheer Wetherby  |
| Maxine Cooper      | Zuster Evans       |
| Marjorie Bennett   | Serveerster        |
| Frank Gerstle      | Mijnheer Ramsey    |
| Leonard Mudie      | Kolonel Hillyer    |
| Maurice Manson     | Dokter Masterson   |
| Bob Hopkins        | Receptionist       |